# Pythion
Ein Pythion (altgriechisch Πύθιον) war im antiken Griechenland ein Heiligtum des Gottes Apollon Pythios, also ein spezifischer Apollontempel.
Apollon wurde in Anspielung auf seinen Sitz in Pytho, dem späteren Delphi, mit dem Beinamen Pythios belegt, von dem sich der Begriff Pythion ableitet. Bei den als Pythion bezeichneten Heiligtümern kann es sich um ganze Tempel oder auch einzelne Altäre handeln. Um einige dieser Heiligtümer, die außerhalb bereits bestehender Orte gebaut wurden, bildeten sich Ortschaften, die den Namen des Heiligtums annahmen, sodass sich mehrere Orte mit dem Namen Pythion finden.

## Verbreitung

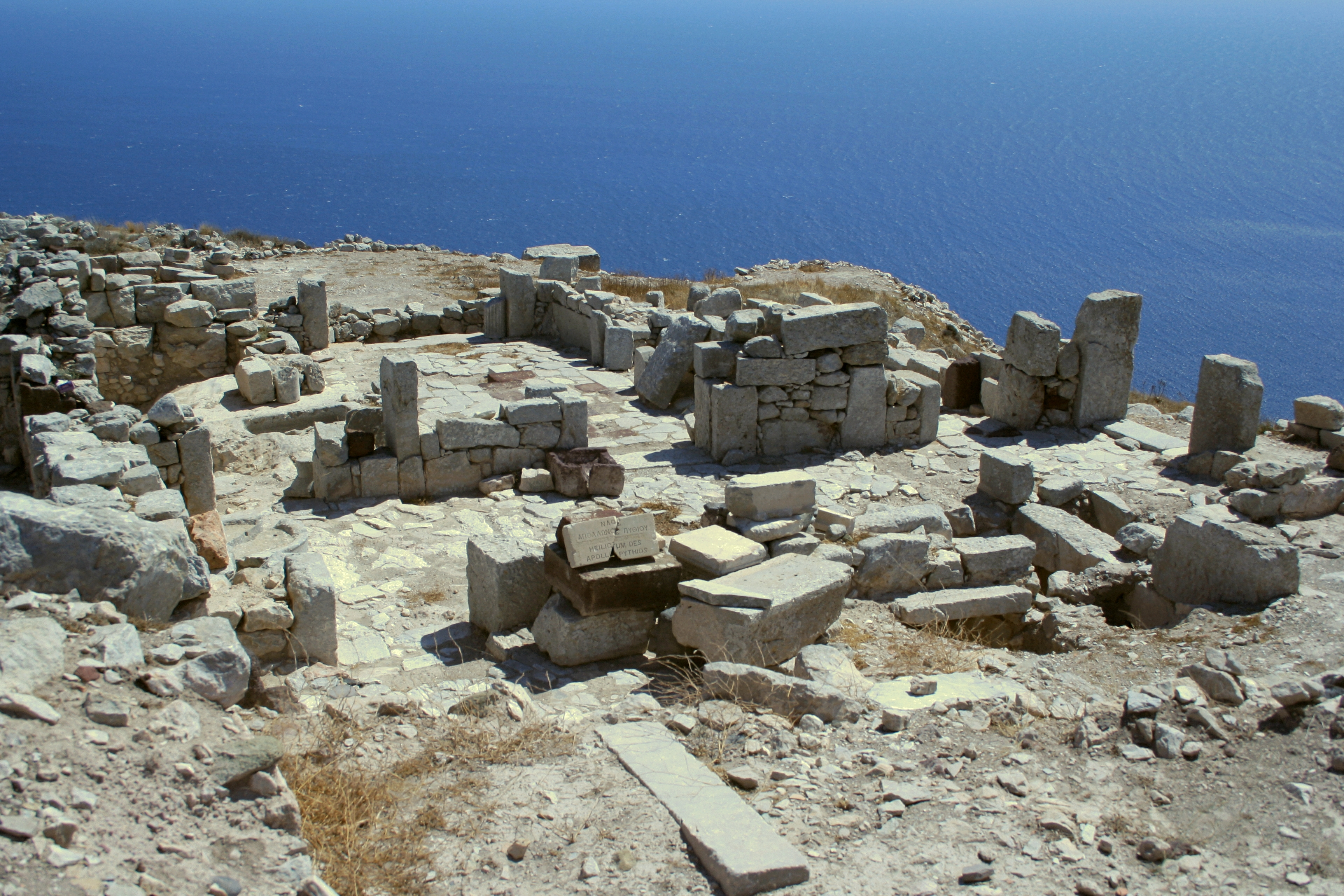
Überreste des Heiligtums des Apollo Pythios in Thera, heute Insel Santorin

Pythia, Heiligtümer des Apollon Pythios, gab es überall in Griechenland und auch darüber hinaus an anderen Orten der hellenistischen Welt. Eine vollständige Liste ist schwer zu erstellen, sie umfasst jedenfalls mehrere hundert Orte. Laut einer Auswertung des Materials durch John K. Davies lässt sich zusammenfassen, dass die Dichte der Pythia besonders in der Attika (der Gegend um Athen; siehe unten), in der Argolis, in Delphi selbst, in Thessalien, in der Ägäis mit sicheren Belegen auf den Inseln Kreta, wo sich besonders viele Hinweise finden, Delos, Rhodos, Syme, Anaphe, Thera (heute Santorin), Halasarna, Andros, Ios, Keos, Paros (siehe Pythion und Asklepieion von Paros) und Sikinos groß war. Weniger verbreitet waren die Heiligtümer in der Korinthia (der Gegend um Korinth), in Lakonien, Messenien, Ätolien, Akarnanien, Arkadien, Makedonien und Westgriechenland.

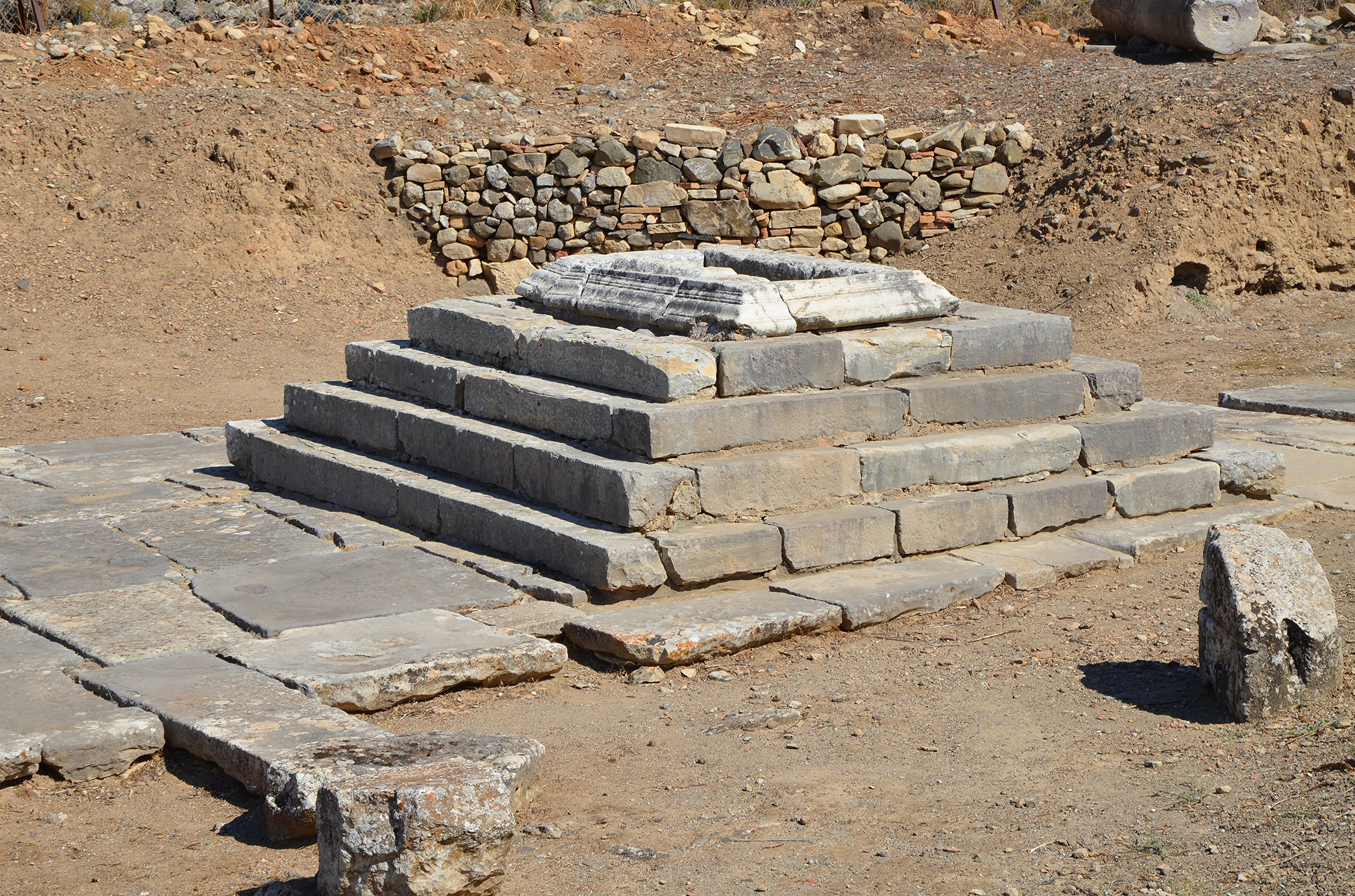
Altar des Apollon-Tempels in Gortyn, Kreta

Exemplarisch hier eine Liste der Pythia in Attika:
- Pythion (Südosten Athens), im Südosten des antiken Athen
- Pythion (Akropolis), an der Nordseite der Akropolis in Athen, in Form einer Grotte
- Pythion (Poikilon), am Berg Poikilon an der Straße von Athen nach Eleusis, in der Nähe des Klosters Daphni
- Pythion (Oinoe), im Demos Oinoe in der Ebene von Marathon
- Pythion (Ikaria), im attischen Demos Ikaria